# Conus melvilli
Conus melvilli is een in zee levende slakkensoort uit het geslacht Conus. De slak behoort tot de familie Conidae. Conus melvilli werd in 1879 beschreven door G.B. Sowerby III. Net zoals alle soorten binnen het geslacht Conus zijn deze slakken roofzuchtig en giftig. Zij bezitten een harpoenachtige structuur waarmee ze hun prooi kunnen steken en verlammen.